# Gustaf Filip Creutz
Hrabia Gustaf Philip Creutz (ur. 1 maja 1731, zm. 30 października 1785) – szwedzki mąż stanu, dyplomata i poeta. 

## Życiorys
Ojczyzną jego była Finlandia, gdzie studiował na królewskiej akademii w Åbo (obecnie Turku). W 1751 zyskał miejsce w radzie królewskiej w Sztokholmie. Tam też zawarł znajomość z hrabią Carlem Gyllenborgiem, doświadczonym dyplomatą, z którym tworzył jedno stronnictwo przez cały okres kariery politycznej. Obaj związani byli z kolei z Hedvig Charlottą Nordenflycht, "szwedzką madame Geoffrin", która prowadziła salon literacki. Obaj publikowali poezję. Współcześni stawiali ich dzieła na równi, lecz dziś za lepszego uchodzi Creutz.
Jego największe dzieło to idylla z 1762 Atis och Camille; następnie poemat pasterski Daphne, po publikacji którego Gyllenborg przyznał, że przyjaciel przewyższa go talentem.
W 1763 Creutz był u szczytu swej kariery politycznej. Wyruszył do Hiszpanii jako ambasador (1763–1766). Następnie przez wiele lat sprawował tę samą funkcję w Paryżu (1766–1783). 
3 kwietnia 1783 Benjamin Franklin i Gustaf Filip Creutz podpisali w Paryżu szwedzko-amerykański traktat o przyjaźni i handlu, który miał obowiązywać przez 15 lat.
W 1783 Gustaw III zaprosił go na dwór i uhonorował wieloma zaszczytami. Wydarzenie to otwierało Creutzowi drogę do dalszej kariery, jednak dwa lata później zmarł. 